# Villemaur-sur-Vanne
Villemaur-sur-Vanne era un comune francese di 509 abitanti situato nel dipartimento dell'Aube nella regione del Grand Est. Dal 1º gennaio 2016 con Aix-en-Othe e Palis fa parte del nuovo comune di Aix-Villemaur-Pâlis.

## Società

### Evoluzione demografica
Abitanti censiti